# Jan (priimek)
Jan je 649. najbolj pogost priimek v Sloveniji, ki ga je po podatkih Statističnega urada Republike Slovenije na dan 1. januara 2010 uporabljalo 479 oseb.

## Znani nosilci priimka
- Aleš Jan (*1943), radijski in gledališki režiser, profesor
- Alojz Jan, planinski delavec
- Andrej Jan (*1961), zborovodja (Argentina)
- Angela Jan (1888—1978), pevka in dramska igralka
- Bogo Jan (1944—2018), hokejist
- Branko Jan, zborovodja
- Branko Jan (*1959), misijonar v Argentini
- Ciril Jan (1942—2023), športnik, športni delavec in gledališčnik v Argentini
- Darja Jan, muzealka, kustosinja (Celje)
- Dušan Jan (1918—1943), nepriznani prvoborec (prestopil k Nemcem)
- Gorazd Jan, zborovodja
- Ivo Jan starejši (*1942), hokejist
- Ivo Jan mlajši (*1975), hokejist
- Ivan Jan (1916—2002), lazarist, izeljenski duhovnik (mdr. v južni Ameriki in Kanadi)
- Ivan Jan (1921—2007), pisatelj in zgodovinopisec
- Jakob Jan (Comes Huberti; okoli 1928), pisatelj, publicist
- Janez Jan - Svoboda (1917—2012), slikar (polkovnik letalstva, aerofotograf)
- Janja Jan, zdravnica stomatologinja, prof. MF
- Jernej Jan (1935—2010), pravnik, politik (zvezni poslanec)
- Jože Jan - Iztok (1914—2009), obveščevalec, tehnični inovator, gospodarstvenik
- Jurij Jan (1821—1900), duhovnik
- Jurij Jan (1932—2020), biokemik
- Juro Jan, ekonomist, strokovnjak za finance
- Ljudmila Jan (1929 - 2014), knjižničarka, kulturna delavka
- Marejta Jan Končar (*1970), organistka
- Matevž Jan (*1976), kardiokirurg
- Matija Jan - Fifi, filozof
- Milan Jan, hokejist
- Milica Jan (*1929), upokojena profesorica jezikov (angleščine, francoščine in italijanščine), prevajalka in novinarka
- Mojca Jan Zoran, gledališka kritičarka in muzealka
- Nataša Jan Virant, slikarka, likovna pedagogija
- Rado Jan (1925—2008), publicist, dramaturg, prevajalec
- Slavko Jan (1904—1987), igralec, režiser in pedagog (profesor)
- Urban Jan (*1966), jadralec
- Vida Jan Juvan (Vida Juvanova) (1905—1998), igralka
- Vladka Jan (*1934), politična delavka
- Zdenka Jan, preds. ZDUS
- Zoltan Jan (*1947), literarni zgodovinar in publicist